# Jacobo Fitz-James Stuart y Falcó

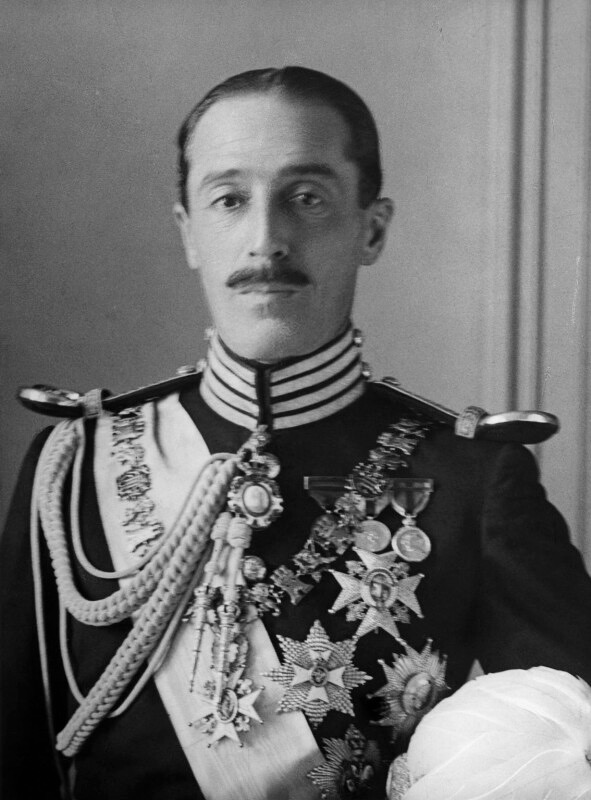
Jacobo Fitz-James Stuart y Falcó, 1920

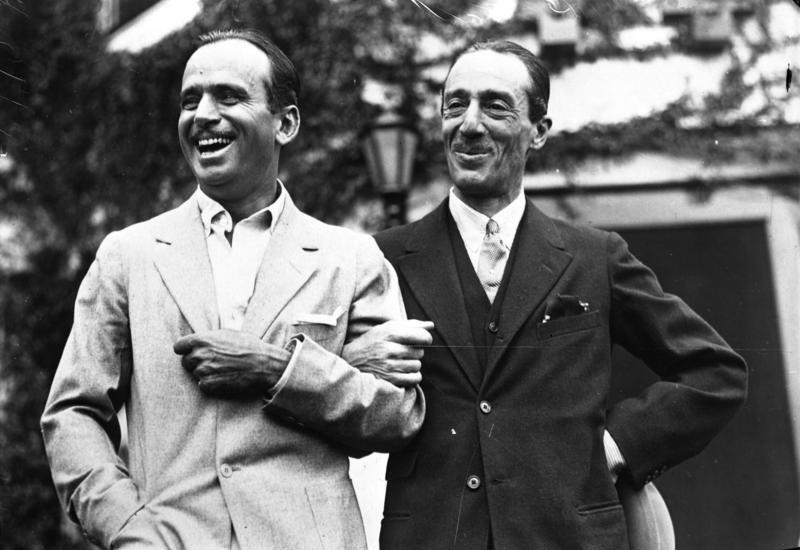
Jacobo Fitz-James Stuart y Falcó (rechts) 1929

Jacobo Fitz-James Stuart y Falcó (Jacobo María del Pilar Carlos Manuel Fitz-James Stuart Falcó Portocarrero y Osorio; * 17. Oktober 1878 in Madrid; † 24. September 1953 in Lausanne) war ein spanischer Aristokrat, Politiker und Botschafter des franquistischen Spanien im Vereinigten Königreich.

## Leben
Seine Mutter war María del Rosario Falcó y Osorio, sein Vater Carlos María Fitz-James Stuart y Portocarrero. Sein Bruder war Hernando Fitz-James Stuart y Falcó, Duque de Peñaranda de Duero. (3. November 1882; † 7. November 1936). Seine geläufigsten Titel waren 17. Herzog von Alba, 9. Herzog von Berwick, 15. Conde de Casarrubios Del Monte, 16. Duque de Peñaranda de Duero und 21. Conde de Lemos. Er wurde häufig „Jimmy Alba“ genannt. 

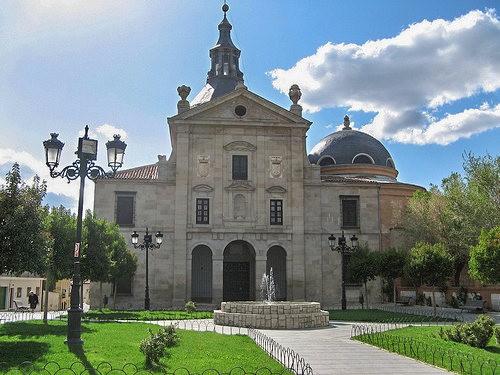
Hauptfassade des Klosters Monasterio de la Inmaculada Concepción inspiriert von der Fassade des Real Monasterio de la Encarnación in Madrid.

 1909 ließ Fitz-James von Juan Bautista Lázaro (1849–1919) ein Pantheon in der Kapelle des Klosters von Loeches für seine Vorfahren einrichten.
Er war auf der Real Academia de Bellas Artes de San Fernando und der Real Academia de la Española immatrikuliert und wurde 1927 zum Direktor der Real Academia de la Historia gewählt. Er führte dieses Amt, jeweils für eine Amtszeit von drei Jahren gewählt, bis zum 24. September 1953.
Als Mitglieder der spanischen Polomannschaft bei den Olympischen Spielen 1920 gewannen Fitz-James und sein Bruder Hernando die Silbermedaille.

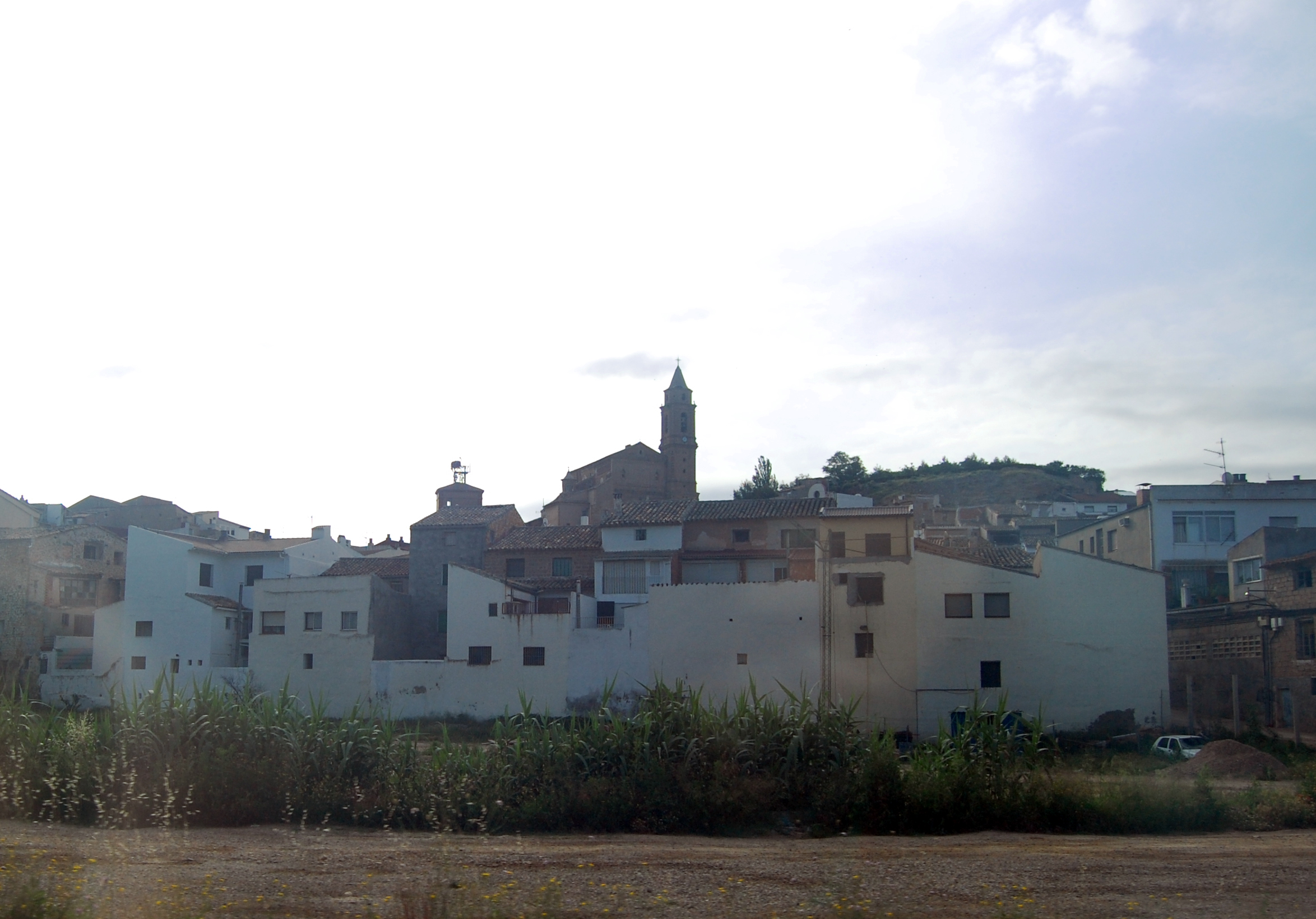
Híjar, Teruel, Aragón.

Am 7. Oktober 1920 heiratete Fitz-James María Del Rosario de Silva Fernández de Ixar Portugal y Guterbey, 9. Marquesa de San Vicente del Barco, Tochter der Duques de Aliaga und Erbin des Hauses Casa de Híjar in Teruel. Am 28. März 1926 wurde im Palacio de Liria in Madrid die gemeinsame Tochter Cayetana de Alba, die 18. Alba geboren. Sie erbte am 20. April 1956 auch einen Teil der 65 Grund- und Adelstitel ihres Vaters.
1926 wurde Jacobo Fitz-James Stuart y Falcó in den Ritterorden Orden vom Goldenen Vlies aufgenommen.

## Politisches Wirken
Im Regime von Miguel Primo de Rivera war Fitz-James vom 30. Januar 1930 bis 18. Februar 1931 Außenminister, im Regime von Dámaso Berenguer Fusté war er von 1931 bis 1932 zunächst Bildungs- und später Regierungsminister.
Am 21. November 1937 ernannte ihn Francisco Franco zum Botschafter der spanischen Putschisten in London. Sein Titel als Herzog von Berwick-upon-Tweed verschaffte ihm Zugang zur britischen Aristokratie.
Am 27. Februar 1939, einen Tag nach dem Fall Barcelonas an die Putschisten, erkannte die Regierung von Neville Chamberlain die Putschisten als Regierung von Spanien an. Juan Negrín trat am 24. Februar 1939 als Verteidigungsminister zurück und ging nach London ins Exil. Anfang August 1940 überbrachte Fitz-James die Forderung Francos nach Ausweisung Negríns aus Großbritannien persönlich dem britischen Außenminister Wood. Juan Negrín suchte Rechtsberatung bei Pablo de Azcárate y Flórez, welcher unter dem Namen Jaime Benjamin Viliesid in London eine Kanzlei führte. Fitz-James ließ einen Angestellten von Jaime Benjamin Viliesid die Kanzlei ausforschen, Unterlagen stehlen und beauftragte den früheren Scotland Yard Detective F. Rice mit der Überwachung von Negrín.
Am 19. März 1945 wählten spanische Aristokraten Don Juan de Borbón zum König von Spanien. Eugenio Vegas Latapie verfasste mit Julio López Oliván das Manifiesto de Lausana. Alle Anhänger der Monarchie wurden darin aufgerufen, von ihren Ämtern der Franco-Diktatur zurückzutreten. Diesem Aufruf kam der 17. Herzog von Alba nach und war als Botschafter nicht mehr ansprechbar.